# Die Tragödie eines Großen
Pour plus de détails, voir Fiche technique et Distribution.
Die Tragödie eines Großen (littéralement « la tragédie d'un grand ») est un film allemand réalisé par Arthur Günsburg, sorti en 1920.

## Synopsis
La vie de Rembrandt.

## Fiche technique
- Titre : Die Tragödie eines Großen
- Réalisation : Arthur Günsburg
- Scénario : Paul Gruner (idée) et Helmuth Orthmann
- Photographie : Arpad Viragh
- Société de production : Arthur Günsburg-Film
- Pays :  République de Weimar
- Genre : Biopic et drame
- Dates de sortie : 
  -  République de Weimar : 24 juin 1920

## Distribution
- Carl de Vogt : Rembrandt
- Sybill Morel : Saskia van Uylenburgh
- Wilhelm Diegelmann : Hendrick van Uylenburgh
- Fritz Beckmann : Abraham Stün
- Dora Bergner : Nisly
- Eva Eberth : Hendrickje
- Hans Flieser : un vieux serviteur
- Julius Frucht : Ferdinand Pol
- Willy Kaiser-Heyl : Jan Six
- Paul Meffert : le frère de Rembrandt
- Clementine Plessner : la mère de Rembrandt
- Georg H. Schnell : Pit Gauwer